# Partícula beta

La radiación alfa está compuesta por un núcleo de helio y puede ser detenida por una hoja de papel. La radiación beta, compuesta por electrones, es detenida por una hoja de papel de aluminio. La radiación gamma es absorbida cuando penetra en un material denso.

Una partícula beta también llamado rayos beta o radiación beta, (símbolo β) es un electrón o positrón de alta energía y alta velocidad emitido por la desintegración radiactiva de un núcleo atómico durante el proceso de desintegración beta. Hay dos formas de desintegración beta, decaimiento β− y emisión β+, que producen electrones y positrones, respectivamente. En resumen es un electrón (o positrón) que sale despedido de una desintegración beta. Por la ley de Fajans, si un átomo emite una partícula beta, su carga eléctrica aumenta en una unidad positiva y el número de masa no varía. Esto se debe a que el número de masa o másico solo representa el número de protones y neutrones; en este caso el número total no se ve afectado, ya que un neutrón pasa a ser protón, emitiendo un electrón. Cabe destacar que el electrón emitido proviene del núcleo del átomo (transformación entre cuarks) y no de un orbital de este.
A diferencia de la radiación alfa, la energía cinética de las partículas beta emitidas puede asumir cualquier valor desde casi cero hasta una energía máxima. La energía máxima típica de la radiación beta es del orden de cientos de kiloelectronvoltios a unos pocos megaelectronvoltios y depende de la desintegración específica.
El nombre proviene de la primera división de los rayos ionizantes de la desintegración radiactiva en rayos alfa, rayos beta y rayos gamma, que en este orden muestran una permeabilidad creciente de la materia.

## Modos de decaimiento beta

### Desintegración β−(emisión de electrones)

Decaimiento beta. Una partícula beta (en este caso, un electrón negativo) se muestra siendo emitida por un núcleo. Un antineutrino (no se muestra) siempre se emite junto con un electrón. Insertar: en la descomposición del neutrón libre, se producen un protón, un electrón (rayo beta negativo) y un electrón antineutrino.

Un núcleo atómico inestable con un exceso de neutrones puede experimentar una desintegración β− donde un neutrón se convierte en un protón, un electrón y un electrón antineutrino (la antipartícula del neutrino):
n → p + e−
 + ν
e
Este proceso está mediado por la interacción débil. El neutrón se convierte en un protón a través de la emisión de un W-bosón virtual. A nivel de cuark,  la emisión W- convierte un cuark abajo en un cuark arriba, convirtiendo un neutrón (un cuark arriba, y dos cuarks abajo ) en un protón (dos cuarks arriba y un cuark abajo). El boson virtual W- luego se descompone en un electrón y un antineutrino.
La descomposición β− ocurre comúnmente entre los subproductos de fisión ricos en neutrones producidos en reactores nucleares. Los neutrones libres también se descomponen a través de este proceso. Ambos procesos contribuyen a las copiosas cantidades de rayos beta y antineutrinos electrónicos producidos por las barras de combustible del reactor de fisión.

### Desintegración β+(emisión de positrones)
Los núcleos atómicos inestables con un exceso de protones pueden experimentar una desintegración β+, también llamada decaimiento de positrones, donde un protón se convierte en un neutrón, un positrón y un neutrino de electrones:
p → n + e+
 + ν
e
La desintegración Beta-plus solo puede ocurrir dentro de los núcleos cuando el valor absoluto de la energía de unión del núcleo hijo es mayor que el del núcleo principal, es decir, el núcleo secundario es un estado de menor energía.

### Esquemas de descomposición Beta

Cs-137 Decay Scheme que muestra que inicialmente experimenta beta decaimiento. El pico gamma 661 keV asociado con Cs-137 es realmente emitido por el radionúclido hijo.

El diagrama del esquema de descomposición que acompaña muestra la desintegración beta de Cs-137. Cs-137 se caracteriza por un pico gamma característico a 661 keV, pero esto es realmente emitido por el radionúclido hija Ba-137m. El diagrama muestra el tipo y la energía de la radiación emitida, su abundancia relativa y los núclidos hijos después de la descomposición.
Fósforo-32 es un emisor beta ampliamente utilizado en medicina y tiene una vida media corta de 14.29 días y se descompone en azufre-32 por desintegración beta, como se muestra en esta ecuación nuclear:
| 32 15P → 32 16S 1+ + | e− + ν e |
1,709 MeV de energía se libera durante la descomposición. La energía cinética del electrón varía con un promedio de aproximadamente 0,5 MeV y el resto de la energía es transportada por el electrón antineutrino casi indetectable. En comparación con otros nucleidos emisores de radiación beta, el electrón es moderadamente energético. Está bloqueado por alrededor de 1 m de aire o 5 mm de vidrio acrílico.

## Interacción con otras materias

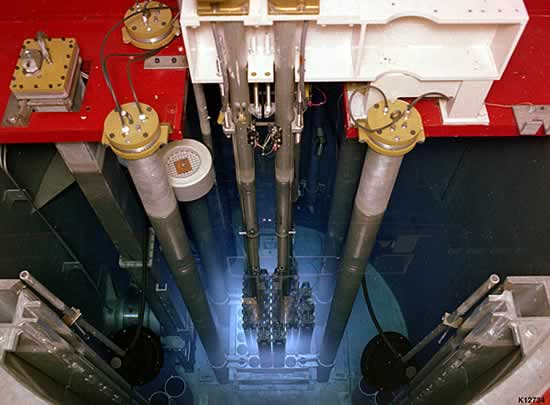
La luz de radiación azul de Cherenkov que se emite desde un reactor TRIGA se debe a partículas beta de alta velocidad que viajan más rápido que la velocidad de la luz en el agua (que es el 75% de la velocidad de la luz en el vacío).

De los tres tipos comunes de radiación emitida por materiales radiactivos, alfa,  beta y gamma, la  beta tiene el poder de penetración medio y el poder de ionización medio. Aunque las partículas beta emitidas por diferentes materiales radiactivos varían en energía, la mayoría de las partículas  beta pueden detenerse con unos pocos milímetros de aluminio . Sin embargo, esto no significa que los isótopos emisores de beta puedan estar completamente protegidos por escudos tan delgados: a medida que se desaceleran en la materia, los electrones beta emiten rayos gamma secundarios, que son más penetrantes que los beta per se. El blindaje compuesto de materiales con menor peso atómico genera Rayos gamma con menor energía, lo que hace que dichos escudos sean algo más efectivos por unidad de masa que los hechos de materiales compuestos por elementos con alto número atómico, como el plomo.
Al estar compuesta de partículas cargadas, la radiación beta es más ionizante que la radiación gamma. Al atravesar la materia, una partícula beta se desacelera por interacciones electromagnéticas y puede emitir  rayos X de frenado .
En el agua, la radiación beta de muchos productos de fisión nuclear generalmente excede la velocidad de la luz en ese material (que es el 75% de la velocidad de la luz en el vacío). y por lo tanto genera radiación de Cherenkov azul cuando pasa a través del agua. La intensa radiación beta de las barras de combustible de los reactores de piscina se puede visualizar a través del agua transparente que cubre y blinda el reactor (ver ilustración a la derecha).

### Detección y medición

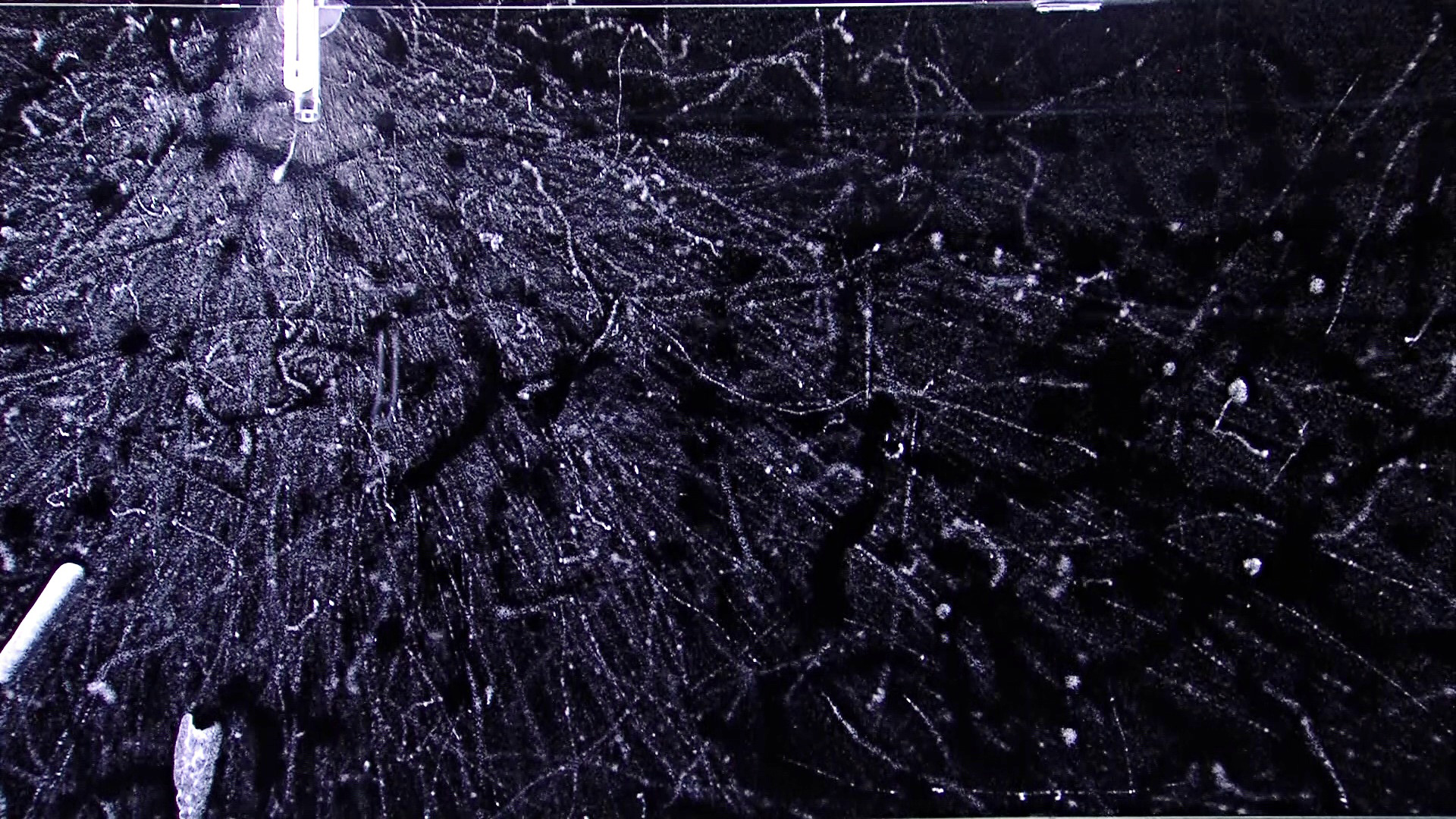
Radiación beta detectada en una cámara de nubes de isopropanol (tras la inserción de una fuente artificial de estroncio-90)

Los efectos de ionización o excitación de las partículas beta en la materia son los procesos fundamentales por los que los instrumentos de detección radiométrica detectan y miden la radiación beta. La ionización del gas se utiliza en las cámaras de ionización y en los contadores Geiger-Müller, y la excitación de los  centelleadores se utiliza en los contadores de centelleo.
La siguiente tabla muestra las magnitudes de radiación en unidades SI y no SI:
| Magnitud              | Unidad     | Símbolo | Derivación              | Año  | Equivalencia SI  |
| --------------------- | ---------- | ------- | ----------------------- | ---- | ---------------- |
| Actividad (A)         | curio      | Ci      | 3.7 × 1010 s−1          | 1953 | 3.7 × 1010 Bq    |
| Actividad (A)         | bequerelio | Bq      | s−1                     | 1974 | Unidad SI        |
| Actividad (A)         | rutherford | Rd      | 106 s−1                 | 1946 | 1,000,000 Bq     |
| Exposición (X)        | röntgen    | R       | esu / 0.001293 g of air | 1928 | 2.58 × 10−4 C/kg |
| Dosis absorbida (D)   | erg        |         | erg⋅g−1                 | 1950 | 1.0 × 10−4 Gy    |
| Dosis absorbida (D)   | rad        | rad     | 100 erg⋅g−1             | 1953 | 0.010 Gy         |
| Dosis absorbida (D)   | gray       | Gy      | J⋅kg−1                  | 1974 | Unidad SI        |
| Dosis equivalente (H) | rem        | rem     | 100 erg⋅g−1             | 1971 | 0.010 Sv         |
| Dosis equivalente (H) | sievert    | Sv      | J⋅kg−1 × WR             | 1977 | Unidad SI        |

- El gray (Gy), es la unidad SI de dosis absorbida, que es la cantidad de energía de radiación depositada en el material irradiado. En el caso de la radiación beta, es numéricamente igual a la dosis equivalente medida por el sievert, que indica el efecto biológico estocástico de bajos niveles de radiación en los tejidos humanos. El factor de conversión de la ponderación de la radiación de la dosis absorbida a la dosis equivalente es 1 para las partículas beta, mientras que las partículas alfa tienen un factor de 20, lo que refleja su mayor efecto ionizante en los tejidos.
- El rad es la unidad obsoleta del CGS para la dosis absorbida y el rem es la unidad obsoleta del CGS para la dosis equivalente, utilizada principalmente en los Estados Unidos.

## Aplicaciones
Las partículas beta se pueden utilizar para tratar enfermedades de neoplasia ocular y cáncer de hueso y también se utilizan como trazadores. El Estroncio-90 es el material más utilizado para producir partículas beta.
Las partículas beta también se utilizan en el control de calidad para comprobar el grosor de un artículo, como el papel, que pasa por un sistema de rodillos. Una parte de la radiación beta es absorbida al pasar por el producto. Si el producto es demasiado grueso o fino, se absorberá una cantidad de radiación diferente. Un programa informático que controla la calidad del papel fabricado moverá entonces los rodillos para modificar el grosor del producto final.
Un dispositivo de iluminación llamado betalight contiene tritio y un fósforo. A medida que el tritio se desintegra, emite partículas beta; éstas golpean el fósforo, haciendo que éste emita fotones, de forma similar al tubo de rayos catódicos de un televisor. La iluminación no requiere energía externa y continuará mientras exista el tritio (y los fósforos no cambian químicamente); el cantidad de luz producida caerá a la mitad de su valor original en 12,32 años, la vida media del tritio.
La desintegración beta-plus (o positrón) de un trazador radiactivo isótopo es la fuente de los positrones utilizados en la tomografía por emisión de positrones (PET escáner).

## Historia
Henri Becquerel, mientras experimentaba con fluorescencia, descubrió accidentalmente que el uranio impresionaba una placa fotográfica, envuelta con papel negro, con una radiación desconocida que no pudo ser considerada como rayos X. Basándose en esto, Kasimir Fajans y Soddy formularon los llamados  teoremas de desplazamiento radiactivo en 1913 , con los que la  serie de desintegración natural a través de alfa sucesivosy se explican las desintegraciones beta. La idea de que los propios electrones beta, como las partículas alfa, procedían del núcleo, se solidificó en el círculo de Ernest Rutherford en 1913.
En los primeros días, hubo un consenso generalizado de que las partículas beta, como las partículas alfa, tienen un espectro discreto que es característico de cada elemento radiactivo. Los experimentos de Lise Meitner , Otto Hahn y Otto von Baeyer con placas fotográficas como detectores, que se publicaron en 1911 y los años siguientes, así como los experimentos mejorados de Jean Danysz en París en 1913, mostraron un espectro más complejo con algunas anomalías. (especialmente con radio E, por lo que 210 Bi ), que se basa en un espectro continuode partículas beta señaladas. Como la mayoría de sus colegas, Meitner inicialmente consideró que esto era un efecto secundario, es decir, no una característica de los electrones originalmente emitidos. No fue hasta los experimentos de James Chadwick en el laboratorio de Hans Geiger en Berlín en 1914 con un espectrómetro magnético y tubos contadores como detectores que el espectro continuo fue una característica de los propios electrones beta.
Para explicar esta aparente falta de conservación de energía (y una violación de la conservación de la cantidad de movimiento y la cantidad de movimiento angular ), Wolfgang Pauli sugirió en una carta en 1930 la participación de una partícula elemental neutra y extremadamente ligera en el proceso de desintegración, que él llamado "Neutrón". Enrico Fermi cambió este nombre a neutrino (en italiano, "pequeño neutro") en 1931 , para distinguirlo del neutrón mucho más pesado, que se descubrió casi al mismo tiempo. En 1933, Fermi publicó la descripción teórica de la desintegración beta como una interacción de cuatro partículas ( interacción de Fermi). La primera prueba experimental del neutrino solo se logró en 1956 en uno de los primeros grandes reactores nucleares (ver el experimento de Cowan-Reines-Neutrino ).
La identidad de las partículas beta con los electrones atómicos fue probada en 1948 por Maurice Goldhaber y Gertrude Scharff-Goldhaber. La desintegración β + fue descubierta en 1934 por Irène y Frédéric Joliot-Curie . La captura de electrones fue teóricamente predicha por Hideki Yukawa en 1935 y demostrada experimentalmente por primera vez en 1937 por Luis Walter Álvarez.
En 1956, un experimento llevado a cabo por Chien-Shiung Wu logró demostrar la violación de la paridad en la desintegración beta postulada poco antes por Tsung-Dao Lee y Chen Ning Yang.
Ernest Rutherford continuó estos experimentos y descubrió dos tipos diferentes de radiación:
- partículas alfa que no aparecen en las placas de Becquerel porque eran fácilmente absorbidas por las envolventes negro;
- partículas beta que son 100 veces más penetrantes que las partículas alfa.

Publicó sus resultados en 1899.
En 1900 Becquerel midió la relación masa carga (e ∕ m) para las partículas beta por el método que J.J. Thomson había usado para estudiar los rayos catódicos e identificar el electrón. Encontró que para una partícula beta e ∕ m era la misma que la de los electrones de Thomson, y por lo tanto sugirió que la partícula beta era, de hecho, un electrón.

## Salud
Las partículas beta son moderadamente penetrantes en los tejidos vivos y pueden causar una mutación espontánea en el ADN.
Las fuentes beta pueden utilizarse en radioterapia para eliminar las células cancerosas.

## Lectura adicional
- Radioactivity and alpha, beta, gamma and Xrays
- Rays and Particles University of Virginia Lecture
- History of Radiation Archivado el 6 de mayo de 2017 en Wayback Machine. at Idaho State University
- Betavoltic Battery: Scientists Invent 30 Year Continuous Power Laptop Battery at NextEnergyNews.com
- «Radioactive laptops? Perhaps not...» (enlace roto disponible en este archivo).
- Basic Nuclear Science Information Archivado el 5 de diciembre de 2006 en Wayback Machine. at the Lawrence Berkeley National Laboratory